# Binaghites
Binaghites is een geslacht van kevers uit de familie van de loopkevers (Carabidae). De wetenschappelijke naam van het geslacht is voor het eerst geldig gepubliceerd in 1937 door Jeannel.

## Soorten
Het geslacht Binaghites omvat de volgende soorten:
- Binaghites affinis (Baudi di Selva, 1871)
- Binaghites armellinii (Ganglbauer, 1900)
- Binaghites grajus (Jeannel, 1937)
- Binaghites subalpinus (Baudi di Selve, 1871)